# Армения и Совет Европы
Армения является членом Совета Европы, международной организации, которая занимается «укреплением демократии», «прав человека» и «верховенства права» по всей Европе, с 2001 года.

## Присоединение
Статья 4 Устава Совета Европы определяет, что членство в Совете Европы открыто для любой европейской страны при условии соблюдения ею определённых демократических стандартов и стандартов в области прав человека. Армения стала 42-м государством-членом Совета Европы 25 января 2001 года. Армении выделено 4 места в Парламентской ассамблее Совета Европы, парламентском крыле Совета Европы.
Армения также является членом Конгресса местных и региональных властей, Группы государств по борьбе с коррупцией, Европейской комиссии по борьбе с расизмом и нетерпимостью, Европейской комиссии по эффективности правосудия, Комитета по предупреждению пыток, Евримажа, Группы Помпиду и Венецианской комиссии; консультативного органа Совета Европы.
25 января 2021 года бывший министр иностранных дел Ара Айвазян в заявлении по случаю 20-летия членства Армении в Совете Европы отметил: «Присоединившись к Совету Европы, Армения стала частью семьи европейских государств, с которыми мы разделяем общую историю, ценности и идеи, а также видение будущего Европы, где фундаментальные права и свободы защищены без какой-либо дифференциации и дискриминации».

## Цели членства
С 2005 года Армения пользуется преимуществами программ сотрудничества в рамках Планов действий Совета Европы. Прошлые и текущие программы, поддерживаемые Европейским союзом, направлены на укрепление независимости и подотчётности системы правосудия, обеспечение свободных и справедливых выборов, защиту прав меньшинств и трудовых прав, содействие гендерному равенству и свободе выражения мнений, укрепление благополучия детей, борьбу с домашним насилием, реформирование пенитенциарной системы, борьбу с коррупцией и содействие реализации целей, изложенных в Соглашении о всеобъемлющем и расширенном партнёрстве между ЕС и Арменией, подписанном в 2017 году.
Как указано в Плане действий Совета Европы для Армении на 2019—2022 годы, «Совет Европы и Армения продолжат сотрудничество в целях совершенствования существующих законодательных рамок, обеспечения их эффективной реализации и расширения возможностей национальных институтов по приближению законодательства и практики страны к европейским стандартам в целях поощрения прав человека, укрепления верховенства права и обеспечения демократических принципов управления». Бюджет Плана действий на 2019—2022 годы составил 18,9 млн евро.
27 января 2022 года Парламентская ассамблея Совета Европы приняла резолюцию, в которой высоко оценила приверженность Армении демократическим реформам. Ассамблея приветствовала заметные улучшения в избирательной, судебной и законодательной реформах, достигнутые после армянской революции 2018 года.

## Договоры Совета Европы
По состоянию на октябрь 2024 года Армения подписала 84 договора Совета Европы, включая следующие:
- Бернская конвенция об охране дикой фауны и флоры и природных сред обитания
- Конвенция об охране архитектурного наследия Европы
- Конвенция о защите прав и достоинства человека в связи с применением достижений биологии и медицины
- Европейская хартия региональных языков или языков меньшинств
- Европейская хартия местного самоуправления
- Европейская конвенция по предупреждению пыток и бесчеловечного или унижающего достоинство обращения или наказания
- Европейская конвенция о выдаче
- Европейская конвенция по правам человека
- Европейская конвенция о взаимной правовой помощи по уголовным делам
- Европейская культурная конвенция
- Европейская социальная хартия
- Рамочная конвенция о защите национальных меньшинств
- Конвенция Совета Европы о защите детей от сексуальной эксплуатации и сексуального насилия
- Устав Совета Европы

## Европейский суд по правам человека
Европейский суд по правам человека (ЕСПЧ) обеспечивает соблюдение Европейской конвенции по правам человека. Армения является договаривающейся стороной конвенции. Юрисдикция суда признана всеми 47 членами Совета Европы, включая Армению. Подать заявление в суд может гражданин Армении, группа лиц или само государство. Первой судьёй ЕСПЧ от Армении стала Альвина Гюлумян, которая занимала эту должность в 2003—2014 годах. С 2015 года судьёй ЕСПЧ от Армении являлся Армен Арутюнян. В 2025 году избран новый судья — Ваге Григорян.

## Комитет министров Совета Европы
Комитет министров является органом принятия решений Совета Европы. Армения впервые председательствовала в Комитете министров с мая по ноябрь 2013 года. Основными целями председательства Армении были борьба с расизмом и ксенофобией в Европе, продвижение европейских ценностей посредством межкультурного диалога и содействие развитию демократических обществ.

## Финансовые взносы
Взнос Армении в бюджет Совета Европы на 2025 год составил 678 740 евро.

## Представительство
Совет Европы имеет представительство в Ереване. Армения имеет постоянное представительство в Страсбурге (Франция). 26 октября 2024 года президент Ваагн Хачатурян назначил Армена Папикяна постоянным представителем Армении в Совете Европы.

## Последние события
После войны в Нагорном Карабахе в 2020 году Совет Европы призвал Армению и Азербайджан немедленно прекратить возобновившуюся эскалацию боевых действий. Совет Европы опубликовал заявление, в котором поддержал стремление обеих сторон к мирному урегулированию карабахского конфликта при посредничестве Минской группы ОБСЕ.
В январе 2022 года после вступления в должность бывший постоянный представитель Армении в Совете Европы Арман Хачатрян заявил: «Правительство Армении высоко ценит поддержку, оказываемую Советом Европы в области демократических реформ, обеспечения верховенства права и защиты прав человека». Хачатрян подтвердил приверженность правительства Армении углублению повестки дня сотрудничества с Советом Европы.
9 июня 2022 года председатель Венецианской комиссии Клэр Бази-Малори посетила Армению и встретилась с президентом Армении Ваагном Хачатуряном. Президент Хачатурян заявил: «Совет Европы имеет особое значение для Армении, поскольку Армения очень тесно сотрудничает с этой структурой с момента обретения независимости. СЕ является одним из ключевых партнёров Армении». В свою очередь, Бази-Малори заявила, что «Армения является стабильным и надежным партнёром Совета Европы».
16 июня 2022 года бывший Генеральный секретарь Совета Европы Мария Пейчинович-Бурич посетила Армению с официальным визитом, чтобы отметить 20-ю годовщину вступления Армении в Совет Европы. Бурич провела встречи с несколькими официальными лицами, включая премьер-министра Никола Пашиняна.
16 февраля 2023 года в ходе церемонии в Ереване был официально представлен План действий Совета Европы для Армении на 2023—2026 годы. План действий будет сосредоточен на продвижении прав человека, защите прав женщин и прав меньшинств, борьбе с коррупцией, судебной реформе, приведении законодательства Армении в соответствие с европейскими стандартами и других целях. Министр иностранных дел Армении Арарат Мирзоян заявил: «План действий является ключевым инструментом в амбициозной повестке реформ Правительства Республики Армения, направленной на дальнейшее развитие демократических институтов в соответствии с европейскими стандартами, на становление независимой судебной системы и укрепление антикоррупционных институтов». Министр иностранных дел подтвердил приверженность правительства Армении принципам и ценностям Совета Европы, которые закреплены в программе правительства Армении. Бюджет плана действий составляет 19 миллионов евро.
Бывший генеральный секретарь Совета Европы Мария Пейчинович-Бурич посетила Ереван 8 апреля 2024 года, чтобы встретиться с премьер-министром Армении Николом Пашиняном, министром иностранных дел Армении Араратом Мирзояном и председателем Национального собрания Армении Аленом Симоняном.
25 сентября 2024 года премьер-министр Армении Никол Пашинян провёл встречу с Генеральным секретарём Совета Европы Аленом Берсе. Пашинян заявил: «Развитие демократии имеет стратегическое значение для правительства Республики Армения и наша страна будет последовательно продолжать предпринимать шаги в этом направлении». Берсе подчеркнул, что Совет Европы готов расширять сотрудничество с Арменией, в том числе по реализации институциональных реформ.